# Neuwedel
Neuwedel (polnisch Święciny) ist eine Ortschaft in Oberschlesien. Neuwedel liegt in der Gemeinde Murow im Powiat Opolski (Landkreis Oppeln) in der polnischen Woiwodschaft Opole (Oppeln).

## Geographie

### Geographische Lage
Neuwedel liegt ca. zehn  Kilometer nördlich vom Gemeindesitz in Murow sowie ca. 35 Kilometer nördlich der Kreisstadt und Woiwodschaftshauptstadt Oppeln. Der Ort liegt mitten in einem großen Waldgebiet, das zum Landschaftsschutzpark Stobrawski gehört. Südlich von Neuwedel verläuft das Gewässer Bodländer Flössbach (poln. Bogacica ).

### Nachbarorte
Südlich von Neuwedel liegt der Ort Zedlitz (poln. Grabice). Im Osten liegt Plümkenau (poln. Radomierowice). Im Westen liegt das zur Gemeinde Pokój gehörende Dorf Dąbrówka Dolna  (poln. Königlich Dombrowka).

## Geschichte

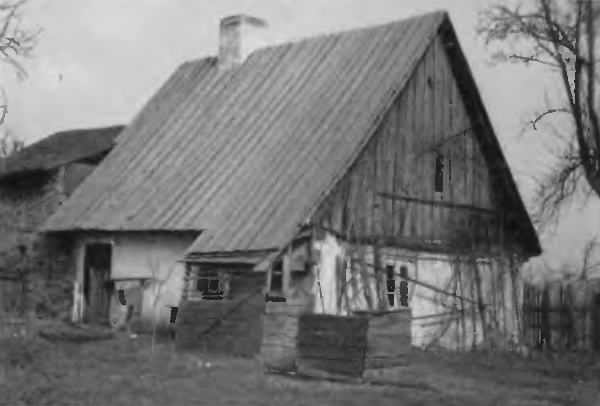
Foto eines Kolonistenhaus in Neuwedel, um 1935

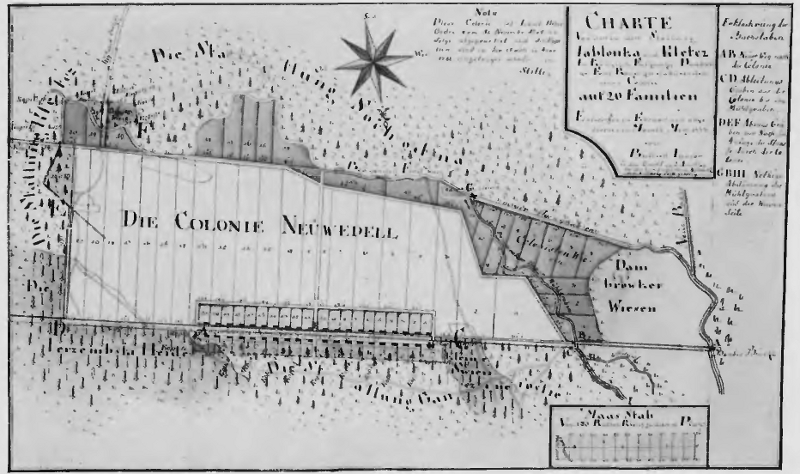
Karte der Kolonie 1773

Der Ort wurde ab 1773 im Zuge der Friderizianischen Kolonisation als Kolonie gegründet. Neuwedel entstand als einzeiliges schnurgerades Straßendorf mit 20 Häusern, an die die Äcker anschlossen. Auf der anderen Straßenseite wurden die Scheunen errichtet. Das Dorf wurde nach dem Oberforstmeister Gottlob Magnus Leopold Graf von Wedell (1747–1799) benannt. Der Ortsname lautete anfangs Neu-Wedell, ehe er später auf Neuwedel geändert wurde.
Bei der Volksabstimmung in Oberschlesien am 20. März 1921 stimmten 190 Wahlberechtigte für einen Verbleib bei Deutschland und niemand für Polen. Neuwedel verblieb beim Deutschen Reich. Bis 1945 befand sich der Ort im Landkreis Oppeln.
1945 kam der bisher deutsche Ort unter polnische Verwaltung und wurde der Woiwodschaft Schlesien angeschlossen. Am 9. Dezember 1947 wurde der Ort in Święciny umbenannt. 1950 wurde Święciny Teil der Woiwodschaft Opole und 1999 des wiedergegründeten Powiat Opolski. Im März 2009 erhielt der Ort zusätzlich den amtlichen deutschen Ortsnamen Neuwedel.

## Wappen

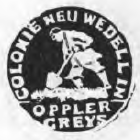
Altes Siegel der Gemeinde

Alte Siegel und Stempel des Ortes zeigen einen nach rechts gewendeten Mann (Kolonisten), der mit einem Spaten in den Boden stößt.